# منتج حدي
المنتج الحدي Marginal Producer، وهو المنتج (سلعة) الذي يجعل المنظم لا يكسب ربحا ولا يخسر، ولكنه يحصل على دخل يكفيه للأستمرار بالعملية الإنتاجية، أو بعبارة أخرى، هو المنتج الذي على حد ما بين الإنتاج وعدمه.
وبمعنى أنه إذا أنخفض الثمن يمتنع عن الإنتاج وتسمى نفقة أنتاجه تكلفة الإنتاج الحدية.
مثال ذلك: إذا كان طن من مادة يساوي ثلاثين دينارا فالمنتج الحدي هو الذي تكون تكلفة أنتاجه ثلاثون دينارا.